# Ciclopica
Ciclopica ist eine Weißweinsorte. Sie ist eine Neuzüchtung zwischen Bicane x Pirovano 19. Die Kreuzung erfolgte im Jahre 1912 in Rom durch den Züchter Alberto Piròvano. In einer ersten Veröffentlichung hatte Piròvano irrtümlich noch die Kreuzungspartner Pirovano 17 x Pirovano 14 angegeben. Er nutzte Ciclopica zur Züchtung der Sorte Impero.
Siehe auch den Artikel Weinbau in Italien sowie die Liste von Rebsorten.
Abstammung: Bicane x Pirovano 19. Pirovano 19 ist ihrerseits eine Kreuzung der Sorten Regina x Terre promise blanche (auch Neheleschol genannt).

## Synonyme
Die Rebsorte Ciclopica ist auch unter den Namen I.P. 60 und Pirovano 60 bekannt.

## Ampelographische Sortenmerkmale
In der Ampelographie wird der Habitus folgendermaßen beschrieben:
- Die Triebspitze ist offen. Sie ist spinnwebig behaart und von hellgrüner Farbe. Die Jungblätter sind ebenfalls spinnwebig behaart und kupferfarben gefleckt.
- Die mittelgroßen Blätter sind fünflappig und deutlich gebuchtet (siehe auch den Artikel Blattform). Die Stielbucht ist V- förmig offen. Das Blatt ist spitz gesägt. Die Zähne sind im Vergleich zu anderen Rebsorten sehr eng gesetzt. Die Blattoberfläche (auch Blattspreite genannt) ist fein blasig. Insgesamt ähnelt das Blatt dem der Sorte Bicane.
- Die kegelförmige Traube ist sehr groß (ca. 28 cm lang), einseitig geflügelt und lockerbeerig. Die länglichen Beeren sind sehr groß und von weißlicher Farbe.

Die Sorte reift ca. 30 Tage nach dem Gutedel und gilt somit als spätreifend. Ciclopica ist eine Varietät der Edlen Weinrebe (Vitis vinifera). Sie besitzt zwittrige Blüten und ist somit selbstfruchtend. Beim Weinbau wird der ökonomische Nachteil vermieden, keinen Ertrag liefernde, männliche Pflanzen anbauen zu müssen.